# 翁公石
翁公石，為台灣澎湖縣白沙鄉的一個島嶼。島嶼位置在吉貝嶼西北方約8公里的海上，在目斗嶼西方約6公里的海上。
翁公石為中華民國領海基點之一，其領海基點告示牌設於目斗嶼上。該島並未被列入的2005年澎湖縣島嶼數量研究案中的90島中，但已達到國際海洋法公約對於島嶼的標準（四面環水並在高潮時高於水面的自然形成的陸地區域）。